# Turbojato
Animação.
Turbojato ou turborreator é o tipo mais simples e mais antigo de motor a jato para fins gerais. Dois engenheiros diferentes, Frank Whittle no Reino Unido e Hans von Ohain na Alemanha, desenvolveram independentemente o conceito durante o final da década de 1930. 
Em 27 de Agosto de 1939 o Heinkel He 178 tornou-se o primeiro avião do mundo a voar sob a propulsão do turbojato, transformando-se assim no primeiro avião a jato funcional. Primeiro avião operacional a turbojato, o Messerschmitt Me 262 e o Gloster Meteor entraram em serviço no final da Segunda Guerra Mundial em 1944. 
Um motor turbojato é usado essencialmente na propulsão de aeronaves. O ar é introduzido no compressor giratório através da entrada e comprimido a uma pressão superior antes de entrar na câmara de combustão. O combustível é misturado com o ar comprimido e inflamado por uma faísca. Este processo de combustão aumenta significativamente a temperatura do gás. Os produtos quentes da combustão que saem do combustor expandem-se através da turbina, onde a potência é extraída para dirigir o compressor. Embora este processo de expansão reduza a temperatura e a pressão do gás da saída da turbina, ambos os parâmetros estão geralmente ainda bem acima das condições ambiente. O fluxo de gás saído da turbina expande-se até à pressão ambiental através do bocal de propulsão, produzindo um jato de alta velocidade à saída do motor. Se o momentum do fluxo da saída exceder o momentum do fluxo de entrada, o impulso é positivo, assim, há uma impulsão líquida para avante sobre a fuselagem. 
Os motores de jato de primeira geração eram turbojatos puros com um compressor axial ou um centrífugo. Os motores de jato modernos são principalmente turbofans, onde uma proporção do ar entrado no motor contorna o combustor. Esta proporção depende da relação de desvio do motor. 

## Tomada de Ar
Precedendo o compressor está a tomada de ar. Adiante, o ar entra no compressor.

## Compressor

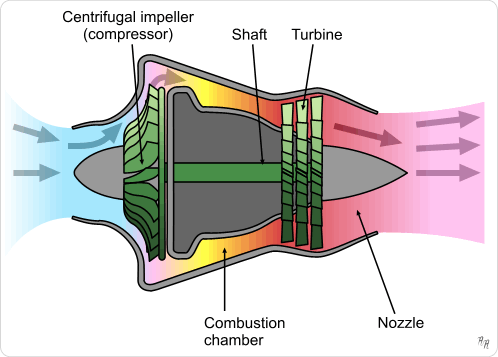
Diagrama esquemático mostrando a operação de um turbojato de fluxo centrífugo. O compressor é dirigido através do estágio da turbina e expulsa o ar para fora, requerendo estar paralelo ao eixo do impulso.

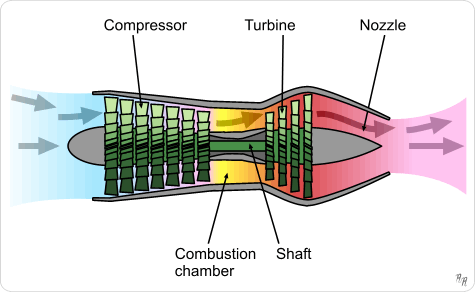
Diagrama esquemático mostrando a operação de um turbojato de fluxo axial. Aqui, o compressor também é dirigido pela turbina, mas o fluxo de ar mantém-se paralelo ao eixo do impulso.

O compressor, que gira a uma extrema velocidade, adiciona energia ao fluxo de ar, ao mesmo tempo comprimindo-o num espaço menor, aumentando, desse modo, as suas pressão e temperatura.
Na maioria dos aviões propulsados por turbojato, o ar é extraído da secção do compressor em vários estágios para executar uma variedade de funções incluindo o condicionamento/pressurização de ar, o descongelamento da entrada do motor e a refrigeração da turbina.
Diversos tipos de compressor são usados nos turbojatos e turbinas de gás em geral: axial, centrífugo, axial-centrífugo, duplo-centrífugo, etc.. 
Os compressores dos primeiros turbojatos tinham as relações totais da pressão tão baixas como 5:1 (como muitas simples unidades auxiliares e pequenos turbojatos da atualidade). As melhorias aerodinâmicas, mais a divisão do sistema de compressão em duas unidades separadas e/ou na incorporação de geometria variável do compressor, permitiram aos turbojatos mais modernos ter relações totais da pressão de 15:1 ou mais. Em comparação, os motores turbofan civis modernos têm as relações totais da pressão tão elevadas quanto 44:1 ou mais.
Após ter deixado a secção do compressor, o ar comprimido entra na câmara de combustão.

## Câmara de Combustão
O processo de combustão no combustor é significativamente diferente daquele num motor de pistões. Num motor de pistões os gases ardentes são confinados num volume pequeno e, porque o combustível se queima, a pressão aumenta dramaticamente. Num turbojato a mistura do ar e do combustível, passa não confinada através da câmara de combustão. À medida que a mistura é consumida a sua temperatura aumenta dramaticamente e a pressão diminui realmente numa reduzida percentagem. 
Em pormenor, a mistura combustível-ar deve ser quase parada de modo que uma chama estável possa ser mantida. Isto ocorre imediatamente depois do começo da câmara de combustão. A parte traseira desta frente da chama é permitida progredir para trás no motor. Isto assegura que o resto do combustível seja queimado enquanto a chama se torna mais quente quando se inclina para fora, e por causa da forma da câmara de combustão o fluxo é acelerado para trás. Alguma queda de pressão é inevitável, porque é a razão dos gases de expansão viajarem para fora da parte traseira do motor melhor do que para fora da parte dianteira. Menos de 25% do ar é envolvido na combustão. Em alguns motores os valores são tão baixos como os 12%, o resto agindo como um reservatório para absorver os efeitos do aquecimento provocado pela queima do combustível. 
Uma outra diferença entre os motores de pistão e os motores de jato é que o pico da temperatura da chama num motor de pistão ocorre só momentaneamente, e numa pequena parcela do ciclo completo. O combustor num motor de jato é exposto à temperatura pico continuamente e opera numa pressão suficientemente alta para que a relação estequeométrica combustível-ar derretesse o invólucro e tudo o que fosse atingido pelo fluxo. Ao invés, os motores a jato funcionam com uma mistura muito magra, que normalmente não suportaria a combustão. Um núcleo central do fluxo (fluxo de ar primário) é misturado com bastante combustível para se queimar prontamente. Os invólucros têm uma forma especial para manter uma camada de ar fresco entre as superfícies do metal e o núcleo central. Misturas não queimadas deste ar (fluxo de ar secundário) mistura-se nos gases queimados para baixar a temperatura um valor tolerável pela turbina.

## Turbina
Permite-se aos gases quentes que saem do combustor que se expandam através da turbina. No primeiro estágio a turbina sobretudo uma turbina de impulso (semelhante uma  roda de Pelton) e com o impacto do fluxo de gás quente. Os estágios posteriores são os dutos convergentes que aceleram o gás para trás e ganham a energia desse processo. A pressão cai e a energia é transferida para o eixo. A energia rotacional  da turbina é usada primariamente para dirigir o compressor. Alguma potência do eixo é extraída para dirigir acessórios, tais como o combustível, o óleo, e as bombas hidráulicas. Por causa da sua significativamente mais alta temperatura de entrada, a relação da pressão da turbina é muito mais baixa do que aquela do compressor. Num turbojato quase dois em terços de toda a potência gerada ao queimar o combustível é usada pelo compressor para comprimir o ar para o motor.

## Bocal
Após a turbina, os gases são permitidos expandir através do bocal de exaustão à pressão atmosférica, produzindo um jato de velocidade elevada no exaustor. Num bocal convergente, o ducto estreita-se progressivamente numa garganta. A relação da pressão do bocal num turbojato é geralmente alta o suficiente para que os gases de expansão alcancem  Mach 1.0 e bloqueiem a garganta. Normalmente, o fluxo irá tornar-se supersónico no escape da exaustão fora do motor. 
Se, entretanto, um bocal de Laval convergente-divergente é adaptado, a secção divergente (aumentando a área do fluxo) permite que os gases alcancem a velocidade supersónica dentro do próprio bocal. Isto é ligeiramente mais eficiente na pressão do que usando um bocal convergente. Existe, entretanto, um aumento de peso e complexidade, dado que o bocal convergente-divergente deve ser inteiramente variável para lidar basicamente com estrangular do motor.

## Força
Abaixo apresenta-se uma equação aproximada para calcular a força líquida de um turbojato:
{\displaystyle F_{n}={\dot {m}}(V_{jfe}-V_{a})}
onde:
{\displaystyle {\dot {m}}=\,} fluxo de massa na entrada de ar
{\displaystyle V_{jfe}=\,} velocidade total do jato
Enquanto que o termo {\displaystyle {\dot {m}}V_{jfe}\,}  representa a força bruta no bocal, o termo {\displaystyle {\dot {m}}V_{a}\,} representa a força de arrastamento na entrada de ar.
A velocidade de jato excederá a velocidade de voo se existir uma força líquida na direcção frontal da aeronave.